# José Agostinho Bispo Pereira
José Agostinho Bispo Pereira (Maranhão, década de 1940 – Maranhão, fevereiro de 2011) foi um lavrador brasileiro acusado de estuprar as duas filhas, com quem teve sete filhos-netos com uma delas.
Em 8 de junho de 2010, ele foi preso na cidade Pinheiro, no Maranhão e indiciado pela Polícia Civil do Maranhão por cinco crimes que incluem estupro, abandono de incapaz e abandono intelectual. O caso teve repercussão tanto no Brasil e no mundo nos dias seguintes e o ex-lavrador foi comparando com o austríaco Josef Fritzl, que manteve a filha trancada em um porão por 24 anos, onde era estuprada e teve seis filhos dele, sendo chamado de Fritzl Brasileiro.
Foi assassinado durante um motim no presídio de Pedrinhas, sendo decapitado por outros detentos.